# ساداو أبي
ساداو أبي (باليابانية: 阿部 サダヲ) مواليد 23 أبريل 1970 في ماتسودو، تشيبا، تشيبا، اليابان، هو ممثل ياباني بدأ مسيرته الفنية عام 1992.

## وصلات خارجية
- ساداو أبي على موقع IMDb (الإنجليزية)
- ساداو أبي على موقع ألو سيني (الفرنسية)
- ساداو أبي على موقع ميوزك برينز (الإنجليزية)
- ساداو أبي على موقع قاعدة بيانات الأفلام السويدية (السويدية)
- ساداو أبي على موقع قاعدة بيانات الفيلم (الإنجليزية)
- ساداو أبي على موقع كينوبويسك (الروسية)
- ساداو أبي على موقع ANN person (الإنجليزية)